# 莉安·包蒂斯塔
莉安·包蒂斯塔（2010年10月14日—），是一名菲律賓童星，她最出名的是曾在菲律賓電視連續劇娟幸福愛情故事中飾演Kat。2015年，莉安·包蒂斯塔就已開始拍廣告。